# 자유독립훈장
자유독립훈장(自由獨立勳章)은 1950년 7월 7일 조선민주주의인민공화국 최고인민회의 상임위원회 정령으로 제정된 훈장으로, 작전에서 뛰어난 지휘력을 증명한 장교, 지휘관에게 수여된다. 제1급과 제2급으로 분류되어있으며 자유독립훈장 제1급 수훈자는 국기훈장 제1급 수훈자와 같은 특권을 부여받고, 제2급 수훈자는 국기훈장 제2급 수훈자와 같은 특권을 부여받는다.

## 구성 및 변천

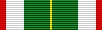
제1급 약장

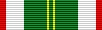
제2급 약장

| 년도     | 제조국                 | 재질                   | 패용 방식             |
| -------- | ---------------------- | ---------------------- | --------------------- |
| 1950년대 | 소련                   | 스털링 실버 및 금 도금 | 스크류백(Screw-back)  |
| ? ~ 현재 | 조선민주주의인민공화국 | 동 합급 프레임에 도금  | 수직 핀(Vertical-pin) |

## 한국 전쟁 중 수여 횟수[2]
| 급수  | 조선인민군 | 중국 인민해방군 |
| ----- | ---------- | --------------- |
| 제1급 | 95회       | 126회           |
| 제2급 | 3043회     | 4703회          |

1952 - 1953년 사이 소련 군사고문단 장교들에게도 소수 수여되었다.

## 대표 수훈자
- 김일
- 최용건
- 류경수